# Barbara Stratzmann

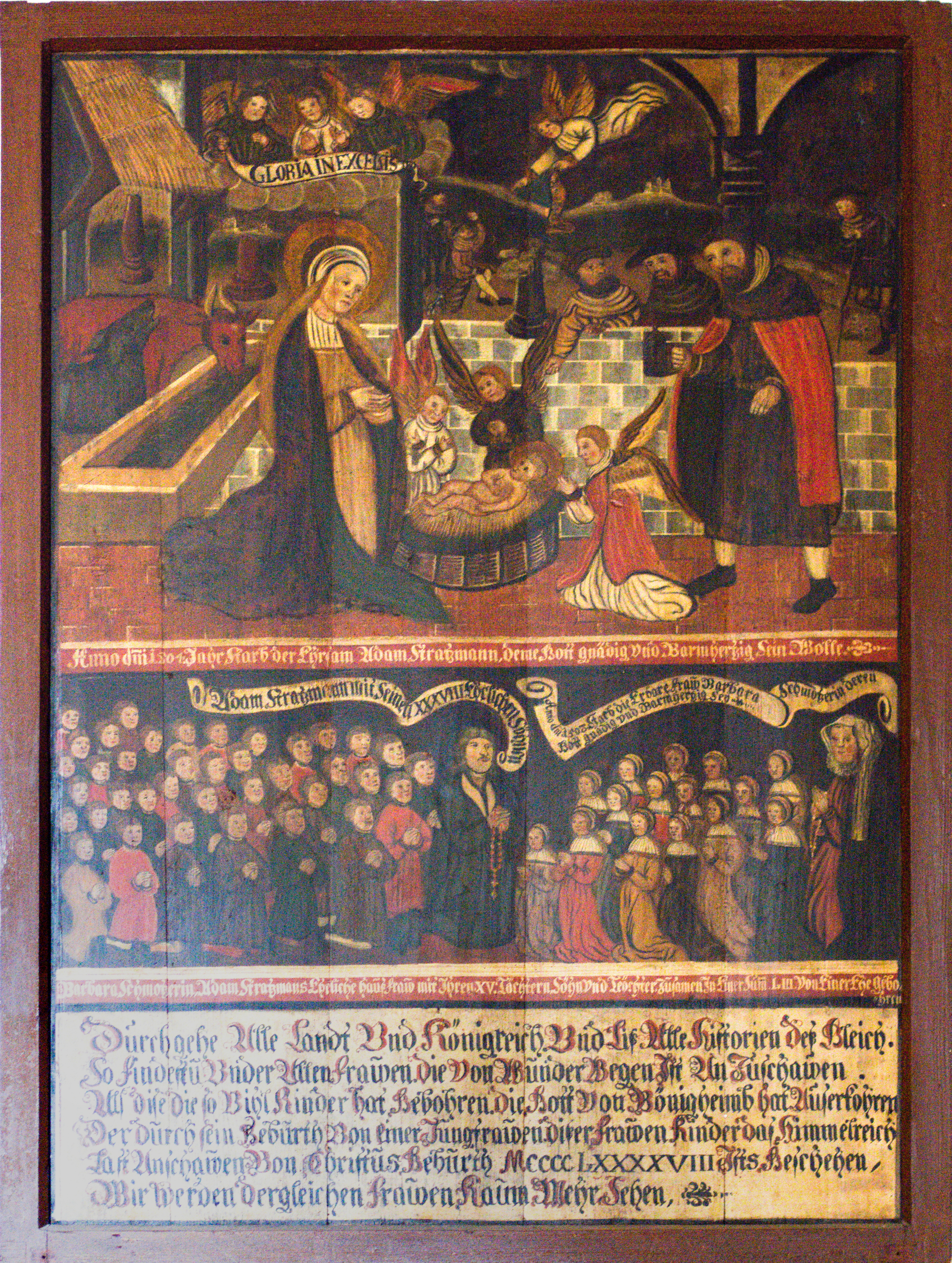
Darstellung der kinderreichen „Schmotzerin“ in der Cyriakuskirche Bönnigheim

Barbara Stratzmann (* um 1448; † 1503; gebürtige Schmotzer) aus Bönnigheim soll die kinderreichste Mutter im Gebiet des heutigen Deutschlands zur Zeit des Heiligen Römischen Reiches gewesen sein. Diese Frau, die man wegen ihres Geburtsnamens „Schmotzerin“ nannte, soll mit ihrem Mann Adam Stratzmann († 1504) insgesamt 53 Kinder gehabt haben, die jedoch alle früh starben.

## Historische Quellen
Das Kinderwunder von Bönnigheim ist in schriftlichen Dokumenten dargestellt. Am St.-Thomas-Tag (21. Dezember) anno 1498 protokollierte der Notar Friedrich Deumling aus Wimpfen die „wahrhaftige Historia“ des Kinderreichtums der „Schmotzerin“:
„Bekenn mich hiermit mit meiner handschrift, dass Ich solches von dieser Frawen alles selbs hab gehört, Undt also auch geschrieben“.
Im Protokoll von 1498 erzählte die Barbara Stratzmann, wie sich die Zahl ihrer 53 Kinder zusammengesetzt hat: Demnach war sie 29-mal schwanger und gebar:
18-mal Einlinge
5-mal Zwillinge
4-mal Drillinge
einmal Sechslinge
einmal Siebenlinge
19 Kinder kamen tot zur Welt, das älteste Kind wurde lediglich acht Jahre alt.
Irgendwann zwischen 1500 und 1525 entstand das spätgotische Gemälde der evangelischen Cyriakuskirche von Bönnigheim, das unter der Geburt Jesu im Stall zu Bethlehem die „Schmotzerin“ und ihren Gatten mit ihren insgesamt 53 Kindern darstellt. Links vom Betrachter aus knien der Vater und die 38 Söhne, rechts die Mutter und die 15 Töchter. Spruchbänder nennen das Todesjahr der Frau und ihres Gatten, ein Gedicht preist den Kinderreichtum der Barbara Stratzmann, die „38 eheliche Söhne und 15 Töchter, in einer Summe von 53 in einer Ehe geboren“ habe. Weiter heißt es, dass in allen Landen und Königreichen wohl keine solche Frau mehr zu finden sein werde. 1509 forderte Kaiser Maximilian (1459–1519), der sich damals in Vaihingen an der Enz und in Stuttgart aufhielt, von der Stadt Binickheim (Bönnigheim) einen Bericht über den Kindersegen der „Schmotzerin“ an, über den ihn jemand informiert hatte. Er erhielt am 29. Juni jenes Jahres die gewünschte Antwort, deren Wortlaut bekannt ist.

## Wahrheitsgehalt des Berichtes
Inwiefern die Darstellung der Richtigkeit entspricht, ist unklar. Hermann Krieg, Chefarzt der Städtischen Frauenklinik Heilbronn, widersprach in einem Artikel der Heilbronner Stimme (12. Mai 1990) der historischen Darstellung. Er begründet seine Meinung mit dem statistischen Auftreten von Mehrlingsgeburten, den zu erwartenden Komplikationen im Rahmen von Mehrlingsschwangerschaften und den medizinischen Bedingungen jener Zeit, die ein Überleben der Frau dabei unwahrscheinlich machten.